# Top Cat (videogioco)
Top Cat è un videogioco di avventura dinamica tratto dal cartone animato degli anni '60 Top Cat e pubblicato a basso costo nel 1990-1991 per gli home computer Amiga, Amstrad CPC, Atari ST, Commodore 64 e ZX Spectrum dalla Hi-Tec Software, editrice britannica che produsse molti giochi derivati da serie animate. Viene presentato anche come Top Cat Starring in Beverly Hills Cats sulle copertine e Top Cat: Beverly Hills Cats nell'introduzione per C64; la trama ricorda infatti in particolare il film del 1988 Top Cat e i gatti di Beverly Hills, basato su due puntate della serie originale.
Il funzionamento del gioco è simile a quello di Yogi Bear & Friends in The Greed Monster, pubblicato dalla Hi-Tec poco prima.

## Trama
Similmente a quanto avviene nel film, il manuale spiega che una ricca e anziana signora di Beverly Hills è deceduta lasciando l'eredità alla sua gatta Amy, ma questa è sparita e l'erede diventa il suo parente Benny la palla, amico di Top Cat. L'ex maggiordomo della signora, interessato all'eredità, cerca di far sparire anche Benny. Top Cat deve radunare la sua banda di gatti nei vicoli e quindi attraversare le strade di Beverly Hills e l'enorme magione della signora per ritrovare Benny.

## Modalità di gioco
Il giocatore controlla Top Cat che può camminare in tutte le direzioni all'interno di un labirinto bidimensionale multischermo, formato da molte decine di schermate collegate.
La visuale usa una prospettiva inclinata 2.5D, a volte giudicata poco chiara perché non si capisce bene se certi oggetti, privi di ombra, si muovano a terra o in aria.
Ci sono tre livelli collegati senza interruzioni, di cui bisogna riuscire a raggiungere il punto di arrivo: la zona dei vicoli, piena di immondizia e steccati malridotti, la zona residenziale con strade e giardini, e l'interno della villa, infestata tra l'altro da fantasmi. Nella prima parte bisogna anche trovare e radunare i quattro gatti della banda di Top Cat, che vengono man mano mostrati in un'apposita finestra.
Si possono raccogliere e trasportare fino a quattro oggetti che vengono mostrati in un  inventario a icone. Lasciando gli oggetti nei posti opportuni si possono risolvere alcuni problemi dell'avventura, ad esempio per liberare l'accesso al secondo livello bisogna dare un osso a un cane da guardia. Certi oggetti si possono raccogliere e depositare al solo scopo di guadagnare punteggio, ad esempio nel primo livello l'immondizia si può gettare nei bidoni.
I pericoli sono costituiti principalmente da animali e oggetti animati, che se toccati riducono l'energia dell'unica vita di Top Cat, rappresentata da una bottiglia di latte che si svuota. Si incontrano anche passaggi che si aprono e chiudono a ghigliottina, personaggi in skateboard che sottraggono gli oggetti trasportati, bombe che esplodono a tempo. Se si perde rapidamente molta energia si rischia anche di perdere i membri della banda già radunati, che dovranno essere trovati di nuovo. L'energia è recuperabile raccogliendo bottiglie di latte, mentre la frutta fornisce solo punteggio. Ci sono anche latte e mele avariati che se raccolti causano dei malus.
Il tema musicale non è una trasposizione di quello del cartone animato.